# بازار همدان
بازارهای همدان مانند بازارهای اغلب شهرهای قدیمی مسقفند و از بافت معماری اسلامی برخوردارند جملگی بازمانده دوره قاجاریه می‌باشند. جز نه راستا. بقیه در دو. سه دهه قبل به دستور مسؤولان وقت از باب تجددگرایی سقف آن‌ها را برداشته و با گذشت زمان صاحبان اماکن تجاری برای استفاده از زیر بنای بیشتر طرفین آن‌ها را نیز خراب کرده‌اند؛ که با تیر آهن و دیوارهای تیغه‌ای بازسازی کرده اصالت خودر را ازدست داده‌اند.
این بازارها در مرکز شهر قرار دارند و هر یک مختص یک نوع مال التجاره یا پیشه ورانی است که دارای حرفه مشترکی هستند از این رو مردم بر حسب احتیاجات خود می‌دانند برای تهیه نیازمندیها به کجا مراجعه نمایند.
بعضی از بازارها مانند کاروانسراها در تملک اشخاص ثروتمند بوده که برای کسب درآمد بیشتری بنا شده‌اند چنان
که بازار قیصریه (بازار فرش فروش‌های فعلی) را میرزا کاظم منشی قاجاریه در پشت کاروانسرای خود (کاروانسرای میرزا کاظم) ساخت که اکنون متعلق به چند تن از تجار می‌باشد. بر همین قیاس راستا بازارهای صحاف خانه. موتابخانه. کفشدوزخانه و…
به علت موقعیت خاص جغرافیایی همدان و قرارگرفتن در مسیر راه‌های ارتباطی شهرهای غربی و نیز زایران انبوهی که از میانه و مناطق دور دست جهت زیارت عتبات عالیات
در همدان توقف می‌نمودند این شهر از اهمیت خاص اقتصادی و جغرافیایی به ویژه از دوران صفویه و توامانی دین و سیاست برخوردار بوده‌است.
ویلیام جکسن می‌نویسد: (بازارهای همدان دارای سقفند و بیش از پانصد دکان پر مشتری در آن‌ها قرار دارد بازرگانان از این شهر به عنوان (انبار ایران) یاد می‌کنند. از جمله کالاهای بازرگانی. اجناس چرمی را باید نام برد زیرا همدان شهر دباغخانه هاست همدانی‌ها در ساختن و عمل آوردن پوست گاو و گوسفند و ساختن اجناس تجملی از آن‌ها شهره شده‌اند)
در سال ۱۹۲۱. م. همدان ۱۵۰ دکان دباغی داشت. جکسن در مشاهدات خود از بازار همدان می‌نویسد (زین و تسمه و جامدان و کفش‌های نوک تیز را در غرفه‌های متعددی به معرض فروش نهاده‌اند از این گذشته نمدهای نرم سفید که برای زیرانداز. نمدزین. کپنک و شولای چوپانان به کار می‌رود و کلاه‌های پوستی شبیه کلاه‌خود در هیچ جای ایران بهتر از همدان ساخته نمی‌شود همچنین ساختن غایشه)
بازارهای عمده به جز چند مورد که به خاطر جایگزین شدن اجناس کارخانه‌ای وارداتی هم تغییر نام داده و هم محل فروش اجناس متفرقه گردیده تاکنون سر پای خود ایستاده ولی روزهای آخر خود را طی می‌کنند در آینده نه چندان دور این یادگار کهن و آشنای سالخوردگان با تمام خاطرات تلخ و شیرین قرنها به سرنوشت غم‌انگیز خود نزدیک می‌شوند. برای مثال بازارهای: آهنگرها. گیوه کش‌ها. زهتاب‌ها. موتاب‌ها. نجارها. گوزه گرها. صحاف‌ها و… دیگر پیشه‌وران و مصنوعات آن‌ها خبری نیست و جز نامی از آنان باقی نمانده.
راستاهایی نظیر کفشدوز خانه. صحاف خانه عملاً به مغازه‌های فروش کفش کارخانه‌ای و فروش لوازم التحریر و سایر اجناس متفرقه تبدیل شده‌اند. از راستا بازارهای: گندمی‌ها. پالاندوزها. خامه فروش‌ها و نخود بریزها. جزیکی دو دکان در هر راستا بقیه به فروش اجناس متفرقه مشغولند.
با دقت در نقشه همدان می‌بینیم که تمامی بازارهای همدان در حول و محور مسجد جامع ساخته شده. تجار و
پیشه وران نماز ظهر و عصر را در آنجا اقامه می‌کردند و می‌کنند. جز مسجد جامع مساجد کوچک‌تری را در جای جای بازار مشاهده می‌کنیم کسبه‌ای که به مسجد جامع دور ترند نماز ظهر و عصر خود را در آنجاها به جا می‌آورند مانند مساجد: پیغمبر در راستای پیغمبر. سر نمازگاه ابتدا ی گندمی‌ها. مسجد آقای آخوند در انتهای
راسته گندمی‌ها. جز مساجد. چند گرمابه عمومی نیز مخصوص بازاریان و مسافران وجود داشت که فقط در روزها فعال بودند. همچنین در تقاطع راستاها. نانوایی. آشپزی و دکانهای بقالی و قهوه‌خانه/ چایی‌خانه در سراسر روز به کار مشغول بودند.

## راسته‌های معروف
1. کاه فروشها. سرگذر.
2. آهنگری/ زنجیر سازها / چلنگرها. خیابان اکباتان.
3. پالاندوزها/ ادامه راستای گلشن تا اول سر نمازگاه.
4. پیغمبر/ گونی فروشها راستای جلوی مسجد پیغمبر.
5. چاقو سازها/ ضلع شمالی مسجد جامع
6. حکیمخانه/ در حکیمخانه. منشعب از خیابان بابا طاهر.
7. حسین خانی. منشعب از راستای کلیمی‌ها / فلسطین.
8. حاج فضل‌الله. راستای منشعب از ضلع غربی خیابان اکباتان.
9. حلاج خانه. ضلع شرقی کاروانسرای میرزا کاظم.
10. حلبی سازها / حلبی ساز خانه ادامه راستای قنادها.
11. دباغخانه / چال دباغخانه. منشعب از خیابان اکباتان.
12. رزین برها. جنب امامزاده شاهزاده حسین.
13. زغالی‌ها. ضلع شمالی میدان امام.
14. زرگرها/ زرگرخانه. منشعب از خیابان باباطاهر. انتهای بازار مظفریه.
15. زنگنه/ مظفریه. ضلع شرقی مدرسه زنگنه.
16. سبزه‌میدان. اول خیابان باباطاهر (ضلع شرق آن)
17. سمسارخانه. ضلع غربی کاروانسرای میرزا کاظم.
18. شالار یهودی. بین حکیمخانه و کاروانسرای صمدیه به علت احداث خیابان بابا طاهر اٍثری از آن به جا نمانده
19. شیشه فروش ها/ شیشه برها. منشعب از سبزه میدان.
20. صحافخانه. قسمت غربی کاروانسرای گلشن.
21. صندوق سازها. محوطه ضلع شمالی مسجد جامع انتهای زغالی‌ها.
22. علاقبندها. ضلع شرقی کاروانسرای شریفیه.
23. فلسطین/ یهودی ها/ کلیمی‌ها. منشعب از راستای پالاندوزها.
24. قصاب‌ها. منشعب از سبزه میدان.
25. قیصریه/ موتابخانه. منشعب از راستای گلشن.
26. قیصریه/ فرش فروشها. پشت کاروانسرای میرزا کاظم. قبلاً مرکز چیت فروشی بوده اکنون مرکز دادو ستد فرش می‌باشد.
27. قبله/ نجارها ضلع شرقی خیابان باباطاهر.
28. قنادها/ قنادخانه. ضلع شرقی مسجد جامع.
29. کاه فروشها. خیابان شورین/ شهدا روبروی کاروانسرای میرزا کاظم.
30. کفشدوز خانه بزرگ. منشعب از راستای گلشن.
31. کفشدوز خانه کوچک. منشعب از راستای گلشن.
32. کهنه فروش‌ها. پشت امامزاده شاهزاده حسین.
33. گلشن. منشعب از خیابان اکباتان. ضلع شرقی کاروانسرای گلشن.
34. گندمی‌ها. ادامه راستای پالاندوزها تا محله بن بازار.
35. گیوه کش‌ها / مسجد جامع ضلع غربی مسجد جامع.
36. مسگرها/ مسگر خانه منشعب از راستای نخود بریزها / سبزه میدان.
37. نخودبریزها/ نخود بریزها ضلع شرقی مسجد جامع / ضلع شمالی کاروانسرای شریفیه.
38. نمد مال‌ها / منشعب از خیابان اکباتان و راستای گلشن. پشت مسجد د باغخانه.

### بازارچه‌ها
بازارچه‌ها یا بازارهای کوچک هر محل بر سر گذر مردم نزدیک به چمنها (میدان محل) دکانهای متعددی وجود داشت که حوایج اولیه محل را تأمین می‌کردند؛ که به آنجا بازارچه می‌گفتند.
بازارچه‌های معروف عبارت‌اند از:
1. بازارچه اسمعلی خان
2. بازارچه امامزاده یحیی.
3. بازارچه پل پهلوانها.
4. بازارچه توت قمی ها/ پل یخچال/ محل فرنگی‌ها.
5. بازارچه جاگله.
6. بازارچه جولان.
7. بازارچه چمن ورمزیار.
8. بازارچه درود آباد/ دورد آباد.
9. بازارچه دوگوران.

۱۰ – بازارچه شالبافان.
1. بازارچه شریف الملک.
2. بازارچه کبابیان.
3. بازارچه کلپا.
4. بازارچه کولانج/ کولانه.
5. بازارچه محله حاجی.
6. بازارچه مصلی/ فراش باشی.
7. بازارچه مظفریه.
8. بازارچه میدان مال فروش‌ها.
9. بازارچه نظر بیک.

## گذرها
گذر نیز بازارچه مفصل تری بود در تقاطع چند کوی (محل) وجود داشت که از معروفترین آن‌ها می‌توان: سر گذر د باغخانه را نام برد.

## کاروانسراها
کاروانسراها بناهای وسیعی هستند که تعداد زیادی دکان را در بر می‌گیرد و معمولاً مجاور یا متصل به بازار ساخته شده‌اند و جزئی از آن محسوب می‌شوند و از مراکز مهم اقتصادی می‌باشند.
اکثر کاروانسراهای مهم همدان نیز یادگار زمان قاجاریه می‌باشند. چندین منظور در بنای آن‌ها بوده بدین معنی که در دو طبقه ساخته شده از طبقات پایین به عنوان دکان (حجره) و دفتر امور تجاری استفاده می‌شد و طبقه فوقانی انبارهایی برای نگهداری کالا بود که بعدها از این طبقه برای دفتر تجاری نیز استفاده می‌شد.
همچنین محوطه‌های سرپوشیده‌ای در جنب کاروانسرا یا زمینی در گوشه‌ای از آن به عنوان طویله برای نگهداری شتر و اسب و الاغ می‌ساختنند.
بعضی از صاحبان کاروانسراهای بزرگ در محلات دیگری ساختمانهایی داشتند که از آن برای نگهداری چهارپایان و محل بیتوته کاروانیان استفاده می‌کردند، بعد از تخلیه کالاها عمله کاروان و ستوران را به اماکن هدایت می‌نمودند. به این بناها نیز کاروانسرا می‌گویند. تجار عمده و صاحبان سرمایه کالاهای خود را توسط دلالان و بنکداران در سطح شهر یا سایر بلاد پخش می‌کردند و به‌وسیله همان افراد نسبت به خرید امتعه صادراتی اقدام می‌نمودند و خود نیز با دلالان و تجار کشورهای اروپایی و آمریکا و آسیایی که خواستار خرید کالاهایی نظیر فرش و چرم و غیره بودند مستقیماً ارتباط برقرار می‌کردند.
کاروانسراها محل تجمع عمومی
افرادی بود که در ارتباط با کار تجارت مشغول بودندو کالاهای خود را عرضه می‌نمودند و دایماً در جنب و جوش بودند.
اقتصاد پویای همدان سبب گردید که تعداد قابل توجهی کاروانسرا در آن احداث شود به‌طوری‌که (ویلیام جکسن) عده کاروانسراهای همدان را بیش از پنجاه ذکر نموده و نوشته‌است که این کاروانسراها از جهت اشیاء و ادوات مورد لزوم گروه بیشمار بازرگانان و زواری که از این شهر می‌گذرند در جنب و جوشند و کارشان سخت پر رونق است.
برخی از کاروانسراها در ایام مخصوص محل برگزاری روضه خوانی بود و در ایام محرم حرکت دستجات طوری تنظیم می‌گشت که از دوسه کاروانسرا بگذرد و در آنجا از عزاداران استقبال و پذیرایی می‌کردند و تجار نامی کاروانسراها بانی مخارج این مراسم بودند.